# 宁夏黄河金岸（吴忠）马拉松
宁夏黄河金岸（吴忠）国际马拉松，简称宁马，由中国田径协会、宁夏回族自治区体育局、吴忠市人民政府共同举办，忠市文化旅游体育广电局、利通区人民政府承办的国际性马拉松赛事。创办于2010年，目前已是中国田协金牌赛事。是宁夏最早举办的马拉松赛事。

## 历史

### 2013年
9月3日开赛。

### 2017年
9月9日，第六届宁夏黄河金岸（吴忠）国际马拉松赛在吴忠市盛元广场开赛。参加本届国际马拉松赛的专业运动员共有2813名，参赛的外籍运动员共28名，分别来自美国、加拿大、肯尼亚、巴基斯坦、埃塞俄比亚、印度、缅甸、孟加拉国等10个国家，国内选手来自32个省（市、自治区），包括香港特别行政区和台湾地区。男子全程马拉松赛，埃塞俄比亚选手赫尔法·特迈思简·纲法以2小时25分38秒的成绩摘得金牌。女子全程马拉松赛，埃塞俄比亚选手盖德马·拜莎读·波波莎以2小时52分38秒的成绩勇夺冠军。男子半程赛，石吉林以1小时02分21秒的成绩摘得冠军。女子半程赛，殷晓雨以1小时20分25秒的成绩获得第一名。

### 2018年
经过一番追逐，肯尼亚选手包揽了全马男子组和女子组前三名。半马的男女冠军，也由肯尼亚选手揽走。 

### 2019年
3月11日，在福建厦门举办的2018中国田径协会马拉松年度新闻发布会上，第七届宁夏黄河金岸（吴忠）国际马拉松被中国田径协会授予“金牌赛事”称号。
9月22日上午7:30开赛，共有17878名选手报名参赛。肯尼亚的选手希拉里（Bett Hillary Kipkoech）以2小时19分48秒的成绩夺得男子全程马拉松赛冠军，依呢斯（Lelei Eunice Jelagat）以2小时56分43秒的成绩夺得女子全程马拉松赛冠军。

### 2022年
8月27日报名，9月25日开赛，从吴忠黄河奥体中心开始跑。

### 2023年
赛事报名于3月9日启动，4月16日在吴忠开赛。赛事规模12500人，其中全程马拉松1000人参赛，半程马拉松3500人参赛，健康跑8000人参赛。参赛选手高成亮以2小时26分25秒的成绩获得男子全程马拉松冠军，参赛选手黄鑫以2小时44分25秒的成绩获得女子全程马拉松冠军。